# Scene di caccia in bassa Baviera
Scene di caccia in bassa Baviera è un film del 1969, diretto da Peter Fleischmann. Il film fu proiettato per la prima volta sugli schermi al Festival di Cannes 1969, nell'ambito della Settimana internazionale della critica.

## Trama
Abram, giovane meccanico figlio della profuga Barbara, dopo una lunga assenza torna nel villaggio della bassa Baviera dove era nato. L'accoglienza non è delle migliori: si dice infatti che il ragazzo sia omosessuale e che la sua assenza sia dovuta a un periodo di detenzione scontato per atti di libidine. All'inizio Abram sembra non curarsi dei dispetti e degli scherzi feroci che i compaesani ordiscono contro di lui e continua il suo lavoro di riparazione di macchine agricole. Sua madre non gli mostra comprensione: anzi lo rimprovera e lo tratta con sarcasmo. Le uniche persone che gli dimostrano amicizia sono Hannelore, la governante del borgomastro, che ha la fama di andare a letto con tutti i maschi del paese, e Ernst, un adolescente con problemi di ritardo mentale.
Abram e Ernst vengono sorpresi mentre si azzuffano per gioco: tutta la cittadinanza, sobillata dalla macellaia, comincia a pensare che Abram abbia violentato il ragazzo; in più, si sparge la voce che Hannelore è incinta e che il padre del bambino è proprio Abram. Quando la macellaia chiama la polizia, Abram tenta di scappare in autobus, ma la gente riesce a bloccarlo prima che monti sulla vettura. Hannelore lo rincorre e gli sbarra la strada insultandolo e Abram, preso dal panico, la accoltella e fugge nei boschi, scatenando una caccia al mostro alla quale partecipa tutto il villaggio. La polizia riesce tuttavia a stanarlo e a portarlo via prima che diventi vittima di un linciaggio. Nel paese, liberato dal "diverso", si ristabilisce finalmente l'ordine. Il borgomastro, alleato con il parroco (sono imminenti le elezioni), offre a tutti i cittadini la banda e un litro di birra.

## Produzione
Fleischmann, che dal 1960 al 1969 aveva girato diversi cortometraggi e aveva completato la propria formazione a Parigi con una borsa di studio all'IDHEC, aveva già guadagnato i primi riconoscimenti internazionali con il documentario Herbst der Gammler, dove Gammler (vagabondo, sfaticato) indicava la comunità dei capelloni bavaresi. Già con questo documentario aveva suscitato molto scalpore rappresentando i forti conflitti generazionali e il nascente movimento del '68. Prendendo sempre come punto di partenza il suo paese, scelse di realizzare il suo primo lungometraggio nel villaggio di Unholzing, un ambiente di contadini benestanti, genuini e cattolici, che celebrano i riti della fatica dell'uomo, la mietitura, l'uccisione del maiale, che ospitano con cordialità perfino i lavoratori stagionali venuti dalla Turchia, ma in cui si annida l'ottusa ferocia contro il diverso. Partendo da un testo teatrale di Martin Sperr, che nel film interpreta il ruolo principale, Fleischmann volle girare in dialetto bavarese servendosi di numerosi figuranti originari del posto, con l'intento di smontare i principi dello Heimatfilm a sfondo folkloristico-patriottico, caro alla cinematografia nazionalpopolare tedesca.

## Accoglienza
Al Festival di Cannes 1969 il film ebbe una favorevole accoglienza di pubblico e una serie di ottime recensioni, tanto che fu candidato (senza però ricevere la nomination) all'Oscar al miglior film in lingua straniera. Presentato subito dopo in anteprima nazionale a Landshut, capoluogo della regione dove fu girato, sollevò un coro di proteste da parte della buona borghesia e dei notabili bavaresi, che vollero vedere nella storia narrata un'offesa alla loro comunità. La stampa locale fu inondata di lettere di protesta e alcuni cinema dovettero sospendere le proiezioni perché il pubblico scagliava per protesta bottiglie di birra contro gli schermi. Gli unici a difendere il film furono i contadini di Unholzing, molti dei quali avevano partecipato alla lavorazione. Alla première dichiararono di aver avuto un ottimo rapporto con la troupe cinematografica, «malgrado alcuni di loro avessero i capelli lunghi». Alla domanda su come sarebbe stato trattato a Unholzing un abitante che avesse fatto qualcosa di "sbagliato", un intervistato rispose che sarebbe stato sicuramente emarginato.

## Riconoscimenti
- 1969 - Deutscher Filmpreis
  - Filmband in Gold a Michael Strixner come miglior attore
  - Filmband in Silber a Peter Fleischmann come miglior regista